# 倪家駿
倪家駿（英語：Nathan Ghar-jun Adrian，譯名：内森·阿德里安，1988年12月7日—），美国港裔游泳运动员，曾参加2008年、2012年和2016年三届奥运，共收获5枚金牌、1枚银牌和2枚铜牌。其母亲梁潔雲（Cecilia）是香港人。
2019年1月24日他在社交網站宣布，他得了睪丸癌，當時正在接受治療，其後康復。